# Aleksej Kamkin
Aleksej Kamkin, född den 15 oktober 1952 i Kaliningrad i Ryssland, är en sovjetisk roddare.
Han tog OS-silver i fyra utan styrman i samband med de olympiska roddtävlingarna 1980 i Moskva.